# 強震観測網
強震観測網(きょうしんかんそくもう)(略称：K-NET , KiK-net)は、防災科学技術研究所により整備・運用されている地震観測網のひとつで、強震動と呼ぶ被害を及ぼす様な強い揺れを確実に記録するための強い震動でも計測データが飽和しにくい「広ダイナミック・レンジの加速度型ディジタル強震計」による観測網である。観測により得られたデータはデータベース化され、断層破壊過程の詳細解析、地震ハザード・被害リスク評価などの様々な研究や実務に役立てられている。1996年の観測開始時の観測網は、K-NET（Kyoshin Network：全国強震観測網）と（Kiban Kyoshin Network：基盤強震観測網）で構成され別々に運用されていたが、2008年6月に 強震ネットワーク(K-NET , KiK-net)として統合され、地震毎に編集された強震データはインターネット経由で地震発生から数分で利用することができる。また、気象庁のほか観測点が設置されている自治体にもリアルタイムで震度情報が提供されている。ほとんどの観測点は陸上にあるが、相模湾の海底ケーブル式地震計も含まれている。

## 整備の背景
阪神・淡路大震災を引き起こした兵庫県南部地震の強震動の分布と建造物の破壊メカニズムを解明するために十分な観測データと基礎データの蓄積が無かったことを教訓とし、1995年6月16日地震に関する調査研究を推進するための法律『地震防災対策特別措置法』が制定され、「地震に関する基盤的調査観測計画」の一環として整備が始まった。強震観測網及び高感度地震観測網が整備される以前は、東海地震の前兆現象の観測を目的とした観測網（関東・東海地殻活動観測網）などが、気象庁、大学、防災科学技術研究所などにより各々の目的にあわせ独自に整備され運用されていた。そのため、観測網がカバーする地域は特定の地域に偏重し地震動の観測能力や配置はまちまちであった。従って、能力を揃え一定の密度で均質な観測をする性能が必要とされた。

### 観測施設
- K-NET（Kyoshin Network：全国強震観測網）で整備された観測施設は約25kmの間隔で全国に約1000箇所ある。建造物が破壊される震動を捉えるのが目的のため、ほとんどの強震計（地震計）は地表に設置されている。観測網の構築当初(旧K-NET)はINS64ネットワークで接続され、観測データをオフラインで手動解析し解析データの公開を地震から1週間以内とするものであったが、後述の新K-NET では IP網を利用した方式に変更された[1]。

- KiK-net（Kiban-Kyoshin Network：基盤強震観測網）で整備された観測施設は約20kmの間隔で全国に約700箇所ある。高感度地震観測網に併設されるかたちで整備され、地震計(高感度地震計のみあるいは強震計を併設)のほか、観測データの伝送設備、傾斜計、GPS変位計が併せて設置されている。それぞれの観測施設には観測井（観測用の井戸）が掘削され地表と地中（井戸底）の双方に強震計が設置され、鉛直アレーを構成している。また、高感度の観測を継続させるため、観測点の設置地点の選定には「地質・地形条件」「社会・環境条件」といった幾つかの制約があり、軟弱な地盤や断層破砕帯付近は避け、巨大振動源、高圧送電線、高速道路、幹線道路、鉄道、急流と一定の距離をおくことが要求され、なるべく人里を離れた岩盤で堅牢な場所が選定されている。しかし、現実的には「建設コスト」「地質・地形条件」「社会・環境条件」を複合し考慮した立地検討を行った結果として、電源と観測データの伝送回線(IP網)が確保でき地中掘削建設用重機が進入可能で長期に渡り安定した観測を継続するための地点となる。従って、私有地よりは学校、公有地(地方自治体を含む)、地域自治会保有地などが多く選定されている。また、候補地周辺に適切な立地条件の土地が見つからない場合は、施設は建設されない。

- 高感度地震計：固有周期1秒の3成分(上下，東西，南北)の地震計を「地表」と「地中」(深さは観測点毎に異なる)の両方或いはどちらか一方を設置。「雑微動」(生活ノイズ)と呼ばれる人の経済活動が要因のノイズのほか、波浪、風雨、流星などのなどによる自然的要因の影響を受ける。
- 強震計：高感度地震計だけでは、近くで発生した大きな地震でデータが飽和してしまうため、強い震動でも計測データが飽和しにくい地震計を併わせて設置。
- 地中用地震計：全長約3mで水密耐圧性の容器に収納され、より微細な震動の観測を可能とするために堆積層下の基盤に達するよう掘削された直径10数cm 深さは通常100 - 200m程度の観測井に設置される。観測条件の悪い場所では、1000m級の観測井が必要な場合もあり、最深はさいたま市岩槻区の3510m。なお、地中用地震計の使用最高温度は、85℃である。

### 地震計
配備開始年と型式
- 1996年：K-NET95型（SMAC-MDK型と同等性能）、2000galまで計測可能。
- 2004年：K-NET02型及びK-NET02A型、4000galまで計測可能。
- 2008年：KiK-net06型、4000galまで計測可能。（2008年岩手・宮城内陸地震の際に、一関西観測点では、3成分合成最大加速度 4022galを記録した）
- 2013年：K-NET11型及びKiK-net11型、8000galまで計測可能。
- 2020年：K-NET18型及びKiK-net18型。

2020年時点では、K-NET02・KiK-net06・K-NET11・KiK-net11・K-NET18・KiK-net18の合計約1700台により観測を実施。

### 記録の収録・回収
記録の収録は地震計ごとにトリガーする方式で行われている。記録の回収は当初センターからのダイアルアップ方式によっていたが、K-NET02以降は強震動の発生を検知すると、自動的にセンターに接続し、記録を送信する機能を持つようになった。

## 公開データ
地震の観測データだけでなく、観測点が設置されている場所の土質データも併せて公開されている。土質データと合わせることでより詳細な分析が行える。また強震観測網にはデータDOIが付与されている。

### 新K-NETと旧K-NETの違いについて
KiK-net（基盤強震観測網）と統合以前のK-NET（旧K-NET）と新K-NET では測地系のほか、公開されるデータの一部が異なっている。
- K-NET（Kyoshin Network：全国強震観測網）は、1995年当時の科学技術庁防災科学技術研究所により整備された観測網で、全国を約20km 間隔で覆い1000箇所以上の観測点があり強震計は、地表に設置されている。
- KiK-net（Kiban-Kyoshin Network：基盤強震観測網）は、1995年当時の総理府地震調査研究推進本部により基盤観測網整備の一環として高感度地震観測網(Hi-net)と共に、1995年から整備が開始され1996年から観測が約700箇所にて行われている。高感度地震観測網の観測点に併設されており、地表と地中（観測井戸底）に設置されている。

### 地震データ
地震発生から数分で、地震要素「地震発生日時、緯度、経度、震源深さ、マグニチュード」の速報値と最大加速度マップの静止画、観測点毎の地震動波形（強震記録波形）データなどと共に揺れが伝わる様子の動画が公開される。翌日以降は、気象庁発表の震度(気象庁速報震源)が3以上」「気象庁月報に記載された震度が2以上」地震のノイズやセンサの異常による地震以外の波形を除外し高感度地震観測網(Hi-net)、広帯域地震観測網(F-net) の観測波形データと合わせ公開される。公開されたデータは、強震解析ソフト(SMDA:Strong Motion Data Analysis)を利用し利用者自身の手で解析が行える。
被害規模の即時推定システムのデータにも利用されている。

### 強震モニタ
観測データを即時に可視化し、日本の地図に重ね合わせることで観測した今現在の揺れを、ほぼリアルタイムで配信しているWebサービス。「地表・地中」×「リアルタイム震度・最大加速度・最大速度・最大変位・速度応答（0.125、0.25、0.5、1.0、2.0、4.0Hz）」の画像データが1秒毎に更新されている。地震発生時には揺れが伝わる様子を色の変化として見ることができる（弱い方から青→青緑→緑→黄緑→黄→橙→赤の順に変化する）。
実際の画像データは、地震だけでなく人間の経済活動に伴う「人工的な震動」（鉄道、車、工場などの震動）のほか、強風や波浪までもが捉えられるが、特に経済活動が盛んな3大都市圏（首都圏・関西圏・中部圏）では終日にわたって緑色の明るい点が点灯しているため、都市部における日中の弱い地震では色の変化は捉えにくい（反対に、経済活動の少ない地方では、夜間になるとほとんど青い点のままになる）。
2019年11月より、Yahoo!天気・災害でも提供されている。
過去の大地震の時に揺れが広がっていった様子（実際の5倍速）- AVI形式ファイル。
- 2011年3月11日 東北地方太平洋沖地震 最大加速度（地表） リアルタイム震度（地表）
- 2009年8月11日駿河湾の地震 最大加速度（地表） リアルタイム震度（地表）
- 2008年6月14日岩手・宮城内陸地震 最大加速度（地表） リアルタイム震度（地表）
- 2012年1月1日 31.428N 138.566E 397km M7.0 鳥島近海（20倍速動画）数種類の動画が選択可能

P波、S波の地震動が伝わっていく様子がよく分かる。また、東北地方太平洋沖地震では停電などによるデータ伝送経路の異常のため、色が無くなっていく観測点が次第に増加していく。

## 汎用
K-NETで得られた情報は即時、JR東海・東海道新幹線の新幹線総合指令所やJR東日本・東北新幹線の運転指令所へ転送提供され、必要に応じて新幹線を緊急停止させるために活用されている。